# 国際数学・理科教育調査
国際数学・理科教育調査（TIMSS）（こくさいすうがくりかきょういくちょうさ）とは、国際教育到達度評価学会（IEA）が行う小・中学生を対象とした国際比較教育調査である「Trends in International Mathematics and Science Study」の事である。2003年以降の調査は国際数学・理科教育動向調査という。

## 概要
本調査は、学校教育で得た知識や技能がどの程度習得されているかを評価するものであり、調査目的は「初等中等教育段階における算数・数学及び理科の教育到達度（educational achievement）を国際的な尺度によって測定し、児童・生徒の環境条件等の諸要因との関係を参加国間におけるそれらの違いを利用して組織的に研究することにある」と定義されており、調査は4年毎に行われこの国際的な調査結果を用いて各国の教育方針に役立てられる。
TIMSSの名称が付記されたのは、1995年に実施した第3回国際数学・理科教育調査の第1段階調査（TIMSS）からであり、同調査では第4学年（小学校4年生）と第8学年（中学校2年生）を対象に調査を行い、1999年に実施した第4回国際数学・理科教育調査第2段階調査（TIMSS-R）では、前回の調査に参加した第4学年（小学校4年生）の児童が成長した第8学年（中学校2年生）にて調査が行われた。これに続き4年毎に第4学年及び第8学年を対象とした国際数学・理科教育動向調査（通称TIMSS）が行われている。
調査内容は、児童・生徒を対象とした算数・数学、理科の問題の他に、児童・生徒、教師及び学校へのアンケートが実施される。これによって教育制度、カリキュラム、指導方法、教師の資質、児童・生徒の学習環境条件等の諸要因との関係が明らかになり、どのように教育しているのか、どのように習得したのかが把握され、国際的な比較により有効な学習指導方法が反映されることとなる。
2003年には、第5回国際数学・理科教育動向調査（TIMSS2003）が実施されるとともに、経済協力開発機構(OECD)が行う学習到達度調査（PISA2003）が実施された。

## PISAとの違い
学力の国際的な調査としてTIMSSとともに広く知られているのがPISAである。PISAは、義務教育終了段階で身につけた知識や技能が実生活の様々な場面で直面する課題にどの程度活用できるかを評価するものであり、読解的リテラシー（読解力）、数学的リテラシー、科学的リテラシーを主体として調査される。
教育学者の藤田英典は、TIMSSは学校で習う内容をどの程度習得しているかを見るアチーブメント・テストであるのに対し、PISAは学校で習った知識や技能の活用能力を見るテストで、TIMSSは従来的な教科学力を、PISAは「新しい学力観」に近いものを見ようとしていると解釈している。
PISA以上にトップを東アジア諸国が独占しており、ヨーロッパ諸国がトップ争いに入ることは少ない。

## 過去の調査
これまで行われた調査は、1964年に第1回国際数学教育調査、1970年に第1回国際理科教育調査、1981年に第2回国際数学教育調査、1983年に第2回国際理科教育調査があり、1995年以降は、国際数学・理科教育調査（TIMSS）として、4年に1回の調査がつづけられている。
| 1.  | シンガポール | 625 |
| 2.  | 韓国         | 611 |
| 3.  | 日本         | 597 |
| 4.  | 香港         | 587 |
| 5.  | オランダ     | 577 |
| 6.  | チェコ       | 567 |
| 7.  | オーストリア | 559 |
| 8.  | スロベニア   | 542 |
| 9.  | アイルランド | 550 |
| 10. | ハンガリー   | 548 |

| 1.  | シンガポール | 594 |
| 2.  | 香港         | 575 |
| 3.  | 日本         | 565 |
| 4.  | 台湾         | 564 |
| 5.  | ベルギー     | 551 |
| 6.  | オランダ     | 540 |
| 7.  | ラトビア     | 536 |
| 8.  | リトアニア   | 534 |
| 9.  | ロシア       | 532 |
| 10. | イギリス     | 531 |

| 1.  | 香港         | 607 |
| 2.  | シンガポール | 599 |
| 3.  | 台湾         | 576 |
| 4.  | 日本         | 568 |
| 5.  | カザフスタン | 549 |
| 6.  | ロシア       | 544 |
| 7.  | イングランド | 541 |
| 8.  | ラトビア     | 537 |
| 9.  | オランダ     | 535 |
| 10. | リトアニア   | 530 |

| 1. | シンガポール   | 606 |
| 2. | 韓国           | 605 |
| 3. | 香港           | 602 |
| 4. | 台湾           | 591 |
| 5. | 日本           | 585 |
| 6. | 北アイルランド | 562 |
| 7. | ベルギー       | 549 |
| 8. | フィンランド   | 545 |
| 9. | イングランド   | 542 |
| 9. | ロシア         | 542 |

| 1.  | シンガポール | 643 |
| 2.  | 韓国         | 607 |
| 3.  | 日本         | 605 |
| 4.  | 香港         | 588 |
| 5.  | ベルギー     | 565 |
| 6.  | チェコ       | 564 |
| 7.  | スロバキア   | 547 |
| 8.  | スイス       | 545 |
| 9.  | オランダ     | 541 |
| 10. | スロベニア   | 541 |

| 1.  | シンガポール   | 604 |
| 2.  | 韓国           | 587 |
| 3.  | 台湾           | 585 |
| 4.  | 香港           | 582 |
| 5.  | 日本           | 579 |
| 6.  | ベルギー仏語圏 | 558 |
| 7.  | オランダ       | 540 |
| 8.  | スロバキア     | 534 |
| 9.  | ハンガリー     | 532 |
| 10. | カナダ         | 531 |

| 1.  | シンガポール | 605 |
| 2.  | 韓国         | 589 |
| 3.  | 香港         | 586 |
| 4.  | 台湾         | 585 |
| 5.  | 日本         | 570 |
| 6.  | ベルギー     | 537 |
| 7.  | オランダ     | 536 |
| 8.  | エストニア   | 531 |
| 9.  | ハンガリー   | 529 |
| 10. | マレーシア   | 508 |

| 1.  | 台湾         | 598 |
| 2.  | 韓国         | 597 |
| 3.  | シンガポール | 593 |
| 4.  | 香港         | 572 |
| 5.  | 日本         | 570 |
| 6.  | ハンガリー   | 517 |
| 7.  | イングランド | 513 |
| 8.  | ロシア       | 512 |
| 9.  | アメリカ     | 508 |
| 10. | リトアニア   | 506 |

| 1.  | 韓国         | 613 |
| 2.  | シンガポール | 611 |
| 3.  | 台湾         | 609 |
| 4.  | 香港         | 586 |
| 5.  | 日本         | 570 |
| 6.  | ロシア       | 539 |
| 7.  | イスラエル   | 516 |
| 8.  | フィンランド | 514 |
| 9.  | アメリカ     | 510 |
| 10. | イングランド | 509 |

- 数学における日本の順位は、1964年が2位（12か国中）、1981年が1位（21か国中）、1995年のTIMSSが3位（41か国中）、1999年のTIMSS-Rが5位（38か国中）、2003年のTIMSS2003が5位（46か国中）となっている。

| 1.  | 韓国           | 597 |
| 2.  | 日本           | 574 |
| 3.  | アメリカ       | 565 |
| 4.  | オーストリア   | 565 |
| 5.  | オーストラリア | 562 |
| 6.  | オランダ       | 557 |
| 7.  | チェコ         | 557 |
| 8.  | イギリス       | 551 |
| 9.  | カナダ         | 549 |
| 10. | シンガポール   | 547 |

| 1.  | シンガポール | 565 |
| 2.  | 台湾         | 551 |
| 3.  | 日本         | 543 |
| 4.  | 香港         | 542 |
| 5.  | イギリス     | 540 |
| 6.  | アメリカ     | 536 |
| 7.  | ラトビア     | 532 |
| 8.  | ハンガリー   | 530 |
| 9.  | ロシア       | 526 |
| 10. | オランダ     | 525 |

| 1.  | シンガポール | 587 |
| 2.  | 台湾         | 557 |
| 3.  | 香港         | 554 |
| 4.  | 日本         | 548 |
| 5.  | ロシア       | 546 |
| 6.  | ラトビア     | 542 |
| 7.  | イングランド | 542 |
| 8.  | アメリカ     | 539 |
| 9.  | ハンガリー   | 536 |
| 10. | イタリア     | 535 |

| 1.  | 韓国         | 587 |
| 2.  | シンガポール | 583 |
| 3.  | フィンランド | 570 |
| 4.  | 日本         | 559 |
| 5.  | ロシア       | 552 |
| 5.  | 台湾         | 552 |
| 7.  | アメリカ     | 544 |
| 8.  | チェコ       | 536 |
| 9.  | 香港         | 535 |
| 10. | ハンガリー   | 534 |

| 1.  | シンガポール | 607 |
| 2.  | チェコ       | 574 |
| 3.  | 日本         | 571 |
| 4.  | 韓国         | 565 |
| 5.  | ブルガリア   | 565 |
| 6.  | オランダ     | 560 |
| 7.  | スロベニア   | 560 |
| 8.  | オーストリア | 558 |
| 9.  | ハンガリー   | 554 |
| 10. | イギリス     | 552 |

| 1.  | 台湾             | 569 |
| 2.  | シンガポール     | 568 |
| 3.  | ハンガリー       | 552 |
| 4.  | 日本             | 550 |
| 5.  | 韓国             | 549 |
| 6.  | オランダ         | 545 |
| 7.  | オーストラリア   | 540 |
| 8.  | チェコ           | 539 |
| 9.  | イギリス         | 538 |
| 10. | フィンランドほか | 535 |

| 1.  | シンガポール   | 578 |
| 2.  | 台湾           | 571 |
| 3.  | 韓国           | 558 |
| 4.  | 香港           | 556 |
| 5.  | エストニア     | 552 |
| 6.  | 日本           | 552 |
| 7.  | ハンガリー     | 543 |
| 8.  | オランダ       | 536 |
| 9.  | アメリカ       | 527 |
| 10. | オーストラリア | 527 |

| 1.  | シンガポール | 567 |
| 2.  | 台湾         | 561 |
| 3.  | 日本         | 554 |
| 4.  | 韓国         | 553 |
| 5.  | イングランド | 542 |
| 6.  | ハンガリー   | 539 |
| 7.  | チェコ       | 539 |
| 8.  | スロベニア   | 538 |
| 9.  | 香港         | 530 |
| 10. | ロシア       | 530 |

| 1.  | シンガポール | 590 |
| 2.  | 台湾         | 564 |
| 3.  | 韓国         | 560 |
| 4.  | 日本         | 558 |
| 5.  | フィンランド | 552 |
| 6.  | スロベニア   | 543 |
| 7.  | ロシア       | 542 |
| 8.  | 香港         | 535 |
| 9.  | イングランド | 533 |
| 10. | アメリカ     | 525 |

- 理科における日本の順位は、1970年が1位（18か国中）、1983年が2位（26か国中）、1995年のTIMSSが3位（41か国中）、1999年のTIMSS-Rが4位（38か国中）、2003年のTIMSS2003が6位（46か国中）となっている。

## 2000年代の学力低下論
2004年12月にはTIMSS2003とPISA2003の結果が相次いで公表された。日本においては、算数・数学、理科の学力について、国際的にみて上位にあるものの低下傾向が認められ、学習意欲や学習習慣などについては、なお課題があることが示されており、学力低下や理科離れを裏付ける根拠として報道でも大きく取上げられた。

### 算数・数学の結果
TIMSS2003では、小学4年生の算数は前回（1995年）の3位→3位で変わらず、前回の調査と比較した場合、得点に有意差は認められなかった。中学2年生の数学も順位は前回（1999年）の5位→5位と変わらずだったものの、前々回（1995年）および前回（1999年）と比較した場合、得点は有意に低くなっており、同一問題（79題）の平均正答率も、有意に低くなっていた。同一問題の内訳について、前回より上がったのが7問、下がったのが72問という結果であった。
内容を精査してみると、小数第2位までのひき算「4.03－1.15」で、正答率が1995年の87.3%から2003年では72.3%へと15.0ポイントも下げる結果となるなど、ゆとり教育による学習内容の削減の影響を垣間見ることができる。また、「7/10を小数で表す問題」では正答率が60.2%、「204÷5」では正答率は83.8%で、実に「5人に2人が分数を小数に直せない」「6人に1人がわり算のひっ算ができない」という課題も浮き彫りとなった。
また同時に行われた調査で、「数学の勉強が楽しいか」について「強くそう思う」割合は9%（1999年は6%）と若干増えたものの、国際平均29%と比べると依然低いままであった。また「そう思う」割合は30%（1999年は33%）、「そう思わない」「まったくそう思わない」割合は61%（1999年は61%）で、これは前々回の1995年の54%より7%増える結果となった。このことから、学習意欲面における二極化傾向が見られることとなった。

### 理科の結果
小学4年生の理科は前回（1995年）の2位→3位へと1つ順位を落とし、前回の調査と比較した場合、得点は10ポイントも低く、有意に低かった。中学2年生の理科は前回（1999年）の4位→6位へと2つ順位を落とし、前回の調査と比較した場合、同一問題の平均正答率は63%→61%と有意な低下が見られた。
また同時に行われた調査で、「理科の勉強は楽しい」と思う割合の変化は、小学4年生が前回の38%→45%といくらか改善され、国際平均の55%に少し近づいた。しかし、「そう思わない」「まったくそう思わない」割合は、逆に前回の12%→19%と増える結果となっており、意欲面における二極化傾向も浮き彫りとなった。中学2年生では、前回の8%→19%とこちらもいくらか改善されたものの、国際平均の44%にはとうてい及ばなかった。

### 総括
総じて、基礎的基本的な知識面や技能面において課題が見られ、また以前から指摘されていた理数教科における意欲面の課題が残る結果となった。

## 関連文献
- TIMSS2003 理科教育の国際比較―国際数学・理科教育動向調査の2003年調査報告書 国立教育政策研究所 ぎょうせい
- TIMSS2003 算数・数学教育の国際比較―国際数学・理科教育動向調査の2003年調査報告書 国立教育政策研究所 ぎょうせい